# Francisco Roca
Luis Francisco Daniel Veloz Roca (i början av 1970-talet känd som Luis Veloz Roca), född 1944 i Chile, är en chilensk-svensk musiker och filmare, bosatt i Sverige sedan 1970.
Roca har genomgått journalistutbildning i Paris och filmutbildning vid Dramatiska institutet. Han har medverkat på en rad musikalbum, dels med gruppen Atacama, dels solo, och medverkade bland annat på Alternativfestivalen i Stockholm 1975. Han har även skrivit boken Sagan om Martins underbara resa (Röda rummet 1978, ISBN 91-7362-053-X) och gjort flera kortfilmer. Han har också varit verksam som redigerare på Utbildningsradion och SVT.  

## Diskografi
- Atacama (1970, MNW 10P)
- Arriba Quemando el Sol (Atacama, 1971, MNW 24P)
- Chile Lucha! (1975, MNW 4F)
- Valparaiso -70 (Narren, 1975)
- Francisco Roca sjunger Violeta Parra och andra antifascistiska sånger (1977, YTF-50400)
- Musica de los Andes (Atacama, 1978, YTF-50440)

## Filmografi
- Martins underbara resa (1980)
- Ruperto Mendoza (1982)
- Andernas sista barnmusikanter (1986)
- I ett omöjligt land (1987)
- Chiribin, barnet och kylan (1990)